# Wen Tong
Avís: Tong Wen és un judoka.

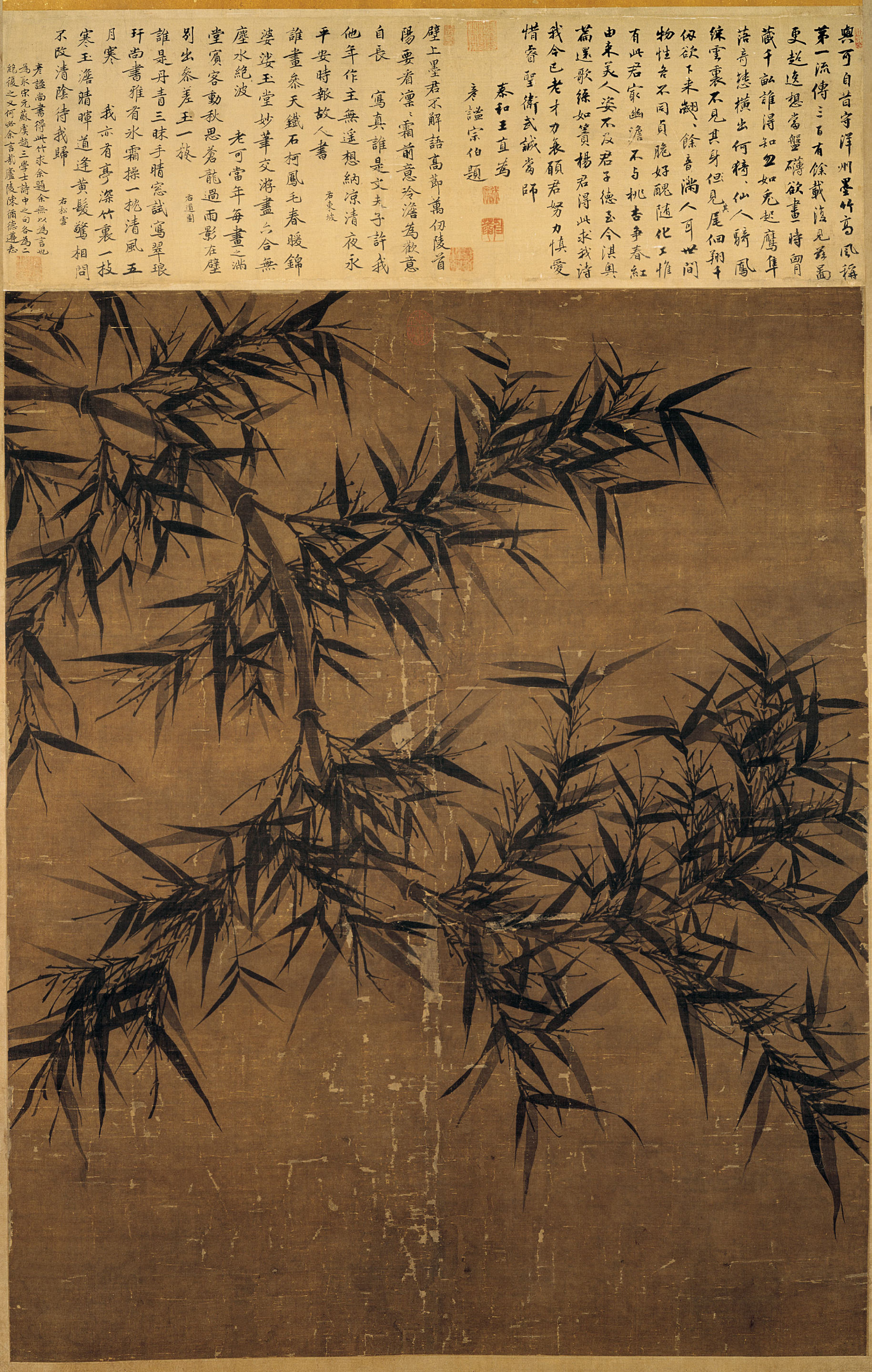
Bambú. Tinta d'un sol color

Wen Tong (xinès: 文同; pinyin: Wén Tóng) també conegut com a Yuke i Jinjiang Daoren, fou un pintor, escriptor, poeta i cal·lígraf xinès que va viure sota la dinastia Song. Wen va néixer l'any 1018 (?) a Sitong (o Yanting segons altres fonts), província de Sichuan i va morir el 1079. Va ser funcionari de l'Administració imperial amb el grau “jinshi”. Va residir a Huzhou. En una època de la seva vida va tenir una salut delicada.
Va ser famós com a pintor de bambús amb tinta monocroma Fou un dels prototips dels denominats “pintors erudits” (shi ren hua) que realitzaven les seves obres de forma idealitzada sense motius econòmics. La seva habilitat artística era llegendària i s'ha dit que era capaç de pintar amb un pinzell a cada mà per pintar dos bambús a la vegada. Entre les seves obres destaquen (a part dels seus bambús): “Tardor a la vall” i “Arbres sense fulla i bambús a prop d'una roca” Hi ha pintures seves al Metropolitan Museum de Nova York, al Museu Nacional del Palau de Taipei i al Museu del Palau de Pequín.